# ラオディキアのアポリナリオス
ラオディキアのアポリナリオス（英語: Apollinaris、古代ギリシア語: Ἀπολινάριος、- 382年）は、シリアのラオディキアの司教。アリウス派の反対者として知られる。イエスの神性とその人性の一体性を強調し、キリストの人間性における理性的な人間の魂の存在を否定した。この考えは、アポリナリオス主義と呼ばれ、第1コンスタンティノポリス公会議 (381年)で異端とされた。
| スタブアイコン | サブスタブ | この項目は、まだ閲覧者の調べものの参照としては役立たない、人物に関連した書きかけの項目です。この項目を加筆・訂正などしてくださる協力者を求めています（P:人物伝/PJ:人物伝）。 |